# 비교심리학
비교심리학(比較心理學)은 사람과 여러 동물의 행동을 비교ㆍ연구하는 학문으로 심리학의 한 분야이다. 가장 좁은 의미로 ‘동물심리학’과 같은 뜻이다. 발달심리학, 이상심리학, 민족심리학 등은 광의의 범주에 포함되며, 가장 넓은 의미로는 '각종 생물의 행동을 비교 연구'하는 심리학의 분야라고 정의할 수 있다.
한편 비교심리학은 다음과 같은 진화심리학이나 다른 비교심리학의  분야들과도 연관된다.

## 비교심리학
비교심리학은 서로 다른 사람이나 집단을 비교ㆍ연구하는 학문이다. 심리학의 한 분야이다. 발달 심리학, 인종 심리학, 차이 심리학 따위가 있다.

## 진화심리학
진화심리학은 동물의 심리를 진화론적 관점에서 연구하는 학문이다. 신경계를 가지고 있는 모든 동물에 적용할 수 있지만 주로 인간의 심리를 연구하며, 인지 심리학과 진화 생물학에 뿌리를 두고 있다.

## 같이 보기
- 동물행동학